# Tweede Tsjecho-Slowaakse Republiek
De Tweede Tsjecho-Slowaakse Republiek was een land in Centraal-Europa dat slechts 167 dagen bestond, vanaf 1 oktober 1938 tot 14 maart 1939. Het land was samengesteld uit Bohemen, Moravië, Silezië en de autonome regio's Slowakije en Subkarpatisch Roethenië.
De Tweede Republiek was het gevolg van het Verdrag van München van 30 september 1938 waarin Tsjecho-Slowakije gedwongen werd om Sudetenland, dat voornamelijk door Duitsers bevolkt werd af te staan aan Duitsland en zuidelijke delen van Slowakije en Subkarpathië aan Hongarije.
Er kwam een einde aan de Tweede Republiek nadat Duitsland het land binnenviel op 15 maart 1939 waarna het Tsjechische deel onderdeel werd van het Protectoraat Bohemen en Moravië en het Slowaakse deel van die republiek onderdeel van de Eerste Slowaakse Republiek die beide door Duitsland bestuurd werden. Karpato-Oekraïne, dat zich op 15 maart onafhankelijk had verklaard, werd op 18 maart door Hongaarse troepen bezet en daarna aan Hongarije toegewezen. Na al deze oorlogshandelingen ging de vroegere regering in ballingschap.

## Geschiedenis
De Tsjecho-Slowaakse staat was verzwakt. Bohemen en Moravië verloren met Sudetenland zo'n 38% van hun grondgebied, waarin 3,2 miljoen Duitsers woonden en 750.000 Tsjechen.
Hongarije kreeg 11.882 km² in Zuid-Slowakije en Zuid-Roethenië. Volgens de census van 1941 was 86,5% van de bevolking uit het gebied Hongaars. Polen kreeg de stad Těšín en omliggend gebied, zo'n 906 km² met 250.000 inwoners die voornamelijk van Poolse afkomst waren en ook twee kleine grensgebieden in Noord-Slowakije (226 km², 4280 inwoners, waarvan slechts 0,3% Polen waren). De regering moest zich ook bezighouden met de 115.000 Tsjechische en meer dan 30.000 Duitse vluchtelingen die naar het overgebleven gedeelte van het land gevlucht waren.
Het politieke systeem van het land was een chaos. Nadat president Edvard Beneš ontslag nam op 5 oktober fungeerde generaal Jan Syrový als president totdat Emil Hácha op 30 november tot president verkozen werd. Hij werd gekozen omdat hij katholiek en conservatief was en omdat hij niet in een regering gezeten had die geleid had tot de splitsing van het land. Hij benoemde Rudolf Beran, die sinds 1933 leider was van de Agrarische Partij, tot eerste minister. Beran was rechts en sceptisch ten opzichte van liberalisme en democratie. De Communistische Partij werd ontbonden, hoewel de leden wel in het parlement mochten blijven.

## Tijdlijn
| |                                                      |                                                      |                                                                                  |                                                     |                                               |                                                               |                                                                |                                                        |
| | Tsjecho-Slowakije – Tsjechoslowakije (1918-1992)     |                                                      |                                                                                  |                                                     |                                               |                                                               |                                                                |                                                        |
| Oostenrijk-Hongarije (tot 1918) Bohemen, Moravië, delen van Silezië, noorden van Koninklijk Hongarije (Slowakije en Karpato-Roethenië) | Eerste Tsjecho-Slowaakse Republiek (ČSR) (1918-1938) | "Sudetenland" (1938-1945)                            | "Sudetenland" (1938-1945)                                                        | Derde Tsjecho-Slowaakse Republiek (ČSR) (1945-1948) | Tsjecho-Slowaakse Republiek (ČSR) (1948-1960) | Tsjecho-Slowaakse Socialistische Republiek (ČSSR) (1960-1990) | Tsjechische en Slowaakse Federale Republiek (ČSFR) (1990-1992) | Tsjechië (ČR) (sinds 1993) Slowakije (SR) (sinds 1993) |
| Oostenrijk-Hongarije (tot 1918) Bohemen, Moravië, delen van Silezië, noorden van Koninklijk Hongarije (Slowakije en Karpato-Roethenië) | Eerste Tsjecho-Slowaakse Republiek (ČSR) (1918-1938) | Tweede Tsjecho-Slowaakse Republiek (ČSR) (1938-1939) | Protectoraat Bohemen en Moravië (1939-1945) Slowaakse Republiek (SR) (1939-1945) | Derde Tsjecho-Slowaakse Republiek (ČSR) (1945-1948) | Tsjecho-Slowaakse Republiek (ČSR) (1948-1960) | Tsjecho-Slowaakse Socialistische Republiek (ČSSR) (1960-1990) | Tsjechische en Slowaakse Federale Republiek (ČSFR) (1990-1992) | Tsjechië (ČR) (sinds 1993) Slowakije (SR) (sinds 1993) |
| Oostenrijk-Hongarije (tot 1918) Bohemen, Moravië, delen van Silezië, noorden van Koninklijk Hongarije (Slowakije en Karpato-Roethenië) | Eerste Tsjecho-Slowaakse Republiek (ČSR) (1918-1938) | Karpato-Oekraïne (1938-1939)                         | Karpato-Roethenië bij Hongarije (1939-1945)                                      | deel van Oekraïense SSR (1945-1991)                 | deel van Oekraïense SSR (1945-1991)           | deel van Oekraïense SSR (1945-1991)                           | Oblast Transkarpatië Oekraïne (vanaf 1991)                     | Oblast Transkarpatië Oekraïne (vanaf 1991)             |
| |                                                      | Duitse bezetting / Tweede Wereldoorlog               | Duitse bezetting / Tweede Wereldoorlog                                           | Sovjetperiode / Volksrepubliek                      | Sovjetperiode / Volksrepubliek                | Sovjetperiode / Volksrepubliek                                |                                                                |                                                        |
| |                                                      |                                                      | Regering in ballingschap                                                         |                                                     |                                               |                                                               |                                                                |                                                        |
| |                                                      |                                                      |                                                                                  |                                                     |                                               |                                                               |                                                                |                                                        |